# Guy Lewis Steele, Jr.
Pour les articles homonymes, voir Steele.
Guy Lewis Steele, Jr. (né le 2 octobre 1954 dans le Missouri aux États-Unis) est un informaticien américain, spécialiste de la conception de langages de programmation. Il a notamment été impliqué dans la conception de Common Lisp, Scheme, Fortran 90, et Java.
Hacker du laboratoire d'intelligence artificielle du MIT à la fin des années 1970, il a aidé Richard Stallman dans sa première implémentation d'Emacs. Il fut également l'un des premiers programmeurs à implémenter le programme de Donald Knuth TeX.